# Miracle in Cell No. 7 (filme filipino)
Miracle in Cell No. 7 é um filme de drama filipino de 2019 dirigido por Nuel Crisostomo Naval e estrelado por Aga Muhlach e Bela Padilla. O filme é baseado no filme sul-coreano de 2013 com o mesmo nome, dirigido por Lee Hwan-kyung.
O filme gira em torno de Lito (Aga Muhlach), um homem com problemas mentais que foi injustamente acusado de matar a filha do Secretário Yulo (Tirso Cruz III), bem como sua tentativa de manter relações com sua própria filha Yesha (Xia Vigor) através da ajuda de seus companheiros presidiários.
Distribuído e produzido pela Viva Films, o filme estreou em 25 de dezembro de 2019 como uma das oito entradas oficiais para o Festival de Cinema de Metro Manila de 2019.

## Sinopse
Joselito “Lito” Gopez é um homem com deficiência intelectual com o intelecto de um menino de seis anos. Ele mora em uma casa decadente em Marikina River com sua filha Yesha. Um dia, ele entra em uma briga física com o Secretário de Defesa Yulo, que acaba de comprar a última mochila Sailor Moon para sua filha, um presente que Lito estava economizando para comprar para Yesha. Logo em seguida, a filha do Secretário Yulo morre em um acidente bizarro, no qual escorrega por causa do asfalto molhado e leva um golpe fatal na cabeça ao levar Lito a uma loja que vende a mesma mochila. Quando Lito tenta ressuscitá-la, um espectador pensa erroneamente que ele a está molestando. Lito é falsamente acusado de sequestro, assassinato e estupro de um menor. A polícia rapidamente se aproveita de sua deficiência e o força a confessar os crimes, enquanto ignora as provas de exoneração. Lito é preso e designado para a Cela nº 7, a cela mais severa em uma prisão de segurança máxima.
Os outros homens na cela liderados pelo líder da gangue Soliman “Boss Sol” com Mambo, Choy, Bong e Tatang Celso inicialmente não gostam de Lito depois de ler em seu arquivo que ele assassinou e molestou uma criança. Quando Lito salva Boss Sol de ser fatalmente esfaqueado por um líder de gangue rival, Boss Sol retribui o favor contrabandeando Yesha para a Cela nº 7. Os presidiários da cela aos poucos tornam-se amigos de Lito e acreditam que ele é um bom homem que por acaso estava no lugar errado na hora errada. Eles o ajudam a ensaiar o que dizer em seu julgamento. Eventualmente, até mesmo o diretor Johnny, que inicialmente é duro com Lito, mas amolece quando este o salva de um ataque criminoso, percebe que Lito foi meramente encurralado para fazer uma falsa confissão. Ele assume a custódia de Yesha e permite que ela visite seu pai de vez em quando.
O Secretário Yulo, no entanto, ameaça ferir Yesha se Lito não confessar seu “crime” durante o julgamento. Lito acaba optando por sacrificar-se, declarando-se culpado e recebendo a sentença de morte. A data de sua execução, 23 de dezembro, coincide com o aniversário de Yesha. Antes da data, Boss Sol e outros presos trabalham em um balão de ar quente e forçam Lito e Yesha a embarcar para tentar deixá-los escapar, mas acabaram falhando por causa de uma corda conectada ao balão de ar quente presa em um arame farpado, mais tarde no filme Lito foi executado.
Anos após a execução de Lito, Yesha, que foi formalmente adotada por Johnny, tornou-se advogada. Ela reúne os ex-presidiários de seu pai, todos soltos, para testemunhar no novo julgamento de seu falecido pai, que resulta em sua absolvição. Ela então imaginou seu pai dançando com sua dança característica.

## Elenco

### Elenco principal
- Aga Muhlach como Joselito “Lito” Gopez
- Bela Padilla como Yesha (adulta)
- Xia Vigor como Yesha (criança)

### Elenco de apoio
- Joel Torre como Chefe “Sol” Soliman
- JC Santos como Mambo
- Mon Confiado como Choy
- Jojit Lorenzo como Bong
- Soliman Cruz as Tatang Celso
- John Arcilla como Diretor da Prisão Johnny San Juan
- Tirso Cruz III como Secretário Yulo
- Ronnie Lazaro como policial
- Yayo Aguila como Cathy San Juan
- Epy Quizon como promotor
- Mark Anthony Fernandez como Pancho
- Candy Pangilinan como orfanato rectriz
- Ian de Leon como advogado
- Christopher Roxas
- Jong Cuenco como Juiz Ricardo Giron
- Mayton Eugenio como Professor Marilou

## Produção
Miracle in Cell No. 7 foi dirigido por Nuel Naval e escrito por Mel del Rosario sob a Viva Films. O filme é uma adaptação do filme sul-coreano de 2013 com o mesmo nome. O filme original foi dirigido por Lee Hwan-kyung.
O filme, sendo uma adaptação filipina de um filme sul-coreano, se passa nas Filipinas. A residência dos protagonistas está situada em algum lugar ao longo do rio Marikina. Vários outros aspectos do filme foram alterados a partir do material de origem, incluindo os nomes dos personagens. A prisão que serviu de cenário principal da adaptação filipina foi filmada em estúdio em Cainta, Rizal.
O personagem de Aga Muhlach é a contraparte de Yong-gu do filme original coreano, enquanto a personagem de Bela Padilla era a contraparte de Ye-seung, filha de Yong-gu. Entre os desafios colocados pelo processo de adaptação está como uma representação fiel das prisões filipinas afetaria o enredo do filme. No filme sul-coreano original, as prisões eram confinamentos fechados com portas de metal, enquanto nas Filipinas as prisões são menos restritivas com grades de metal, o que representaria um problema em como os companheiros do personagem principal esconderiam sua filha dos guardas da prisão. O filme filipino também teve menos foco na parte de teste em comparação com seu homólogo sul-coreano.
Nadine Luster deveria fazer o papel de Padilla, mas retirou-se do projeto do filme alegando a necessidade de fazer uma pausa após suas passagens por dois filmes de 2019, Ulan e Indak.

## Marketing
Um teaser foi lançado em novembro de 2019 para Miracle in Cell No. 7, que teve pelo menos 7 milhões de visualizações online em 24 horas. O trailer completo do filme foi lançado em dezembro de 2019. O ator principal, Aga Muhlach, também participou do Headstart para promover o filme.

## Lançamento
Miracle in Cell No. 7 estreou nos cinemas das Filipinas em 25 de dezembro de 2019 como uma das entradas oficiais para o Festival de Cinema de Metro Manila de 2019. O filme foi distribuído pela Viva Films.

## Recepção
A Viva Films, distribuidora e produtora de Miracle in Cell No. 7, afirma que os ingressos para o filme foram esgotados na maioria dos cinemas de Metro Manila no dia de abertura do Festival de Cinema de Metro Manila de 2019.